# Anacyclus
 Anacyclus   L., 1753 è un genere di piante angiosperme dicotiledoni della famiglia delle Asteraceae, sottofamiglia Asteroideae, tribù Anthemideae (Eurasian grade) e sottotribù Matricariinae.

## Etimologia
Il nome scientifico del genere è stato definito dal botanico Carl Linnaeus (1707-1778) nella pubblicazione " Species Plantarum" ( Sp. Pl. 2: 892) del 1753.

## Descrizione

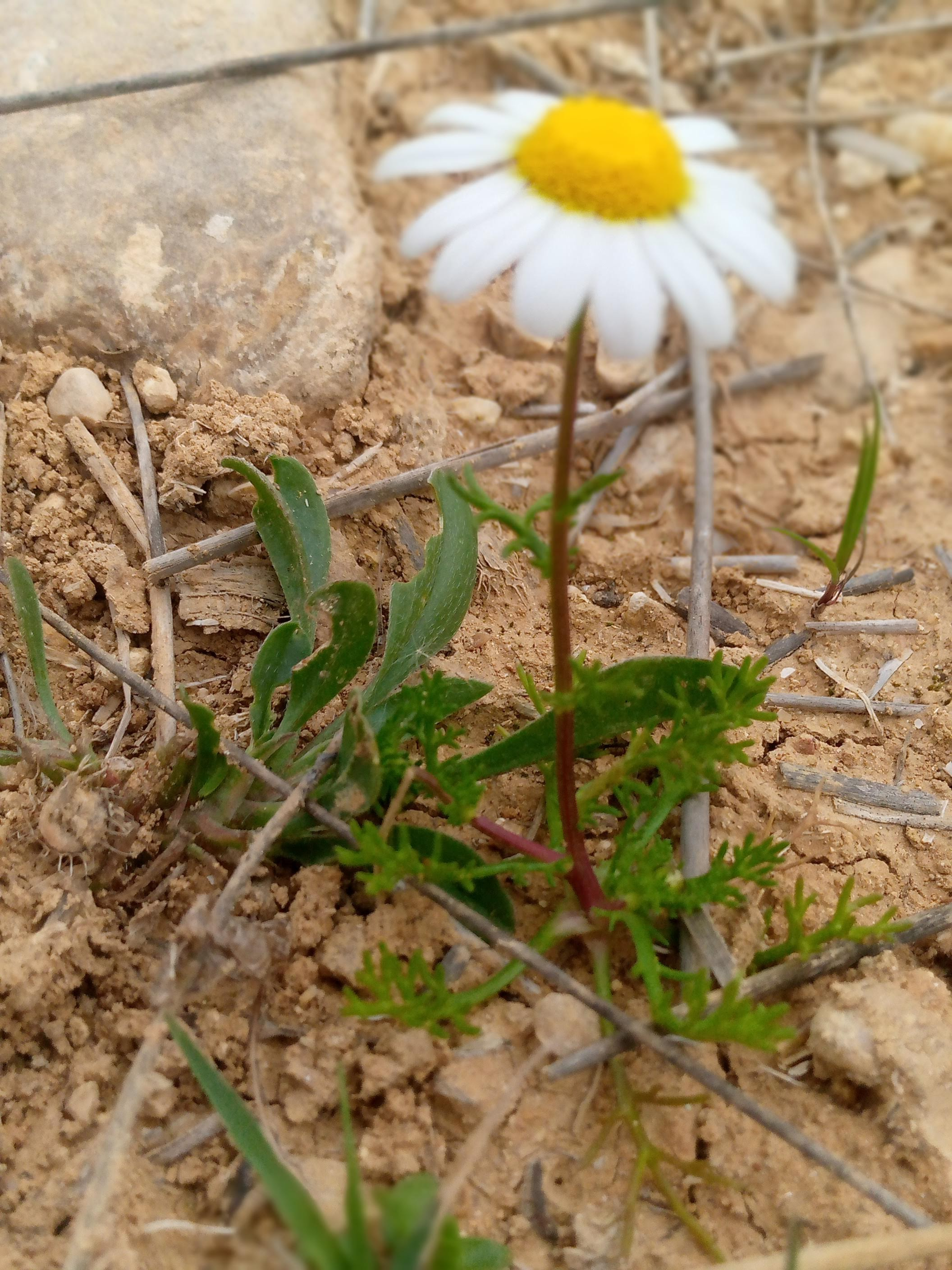
Il portamento
Anacyclus clavatus

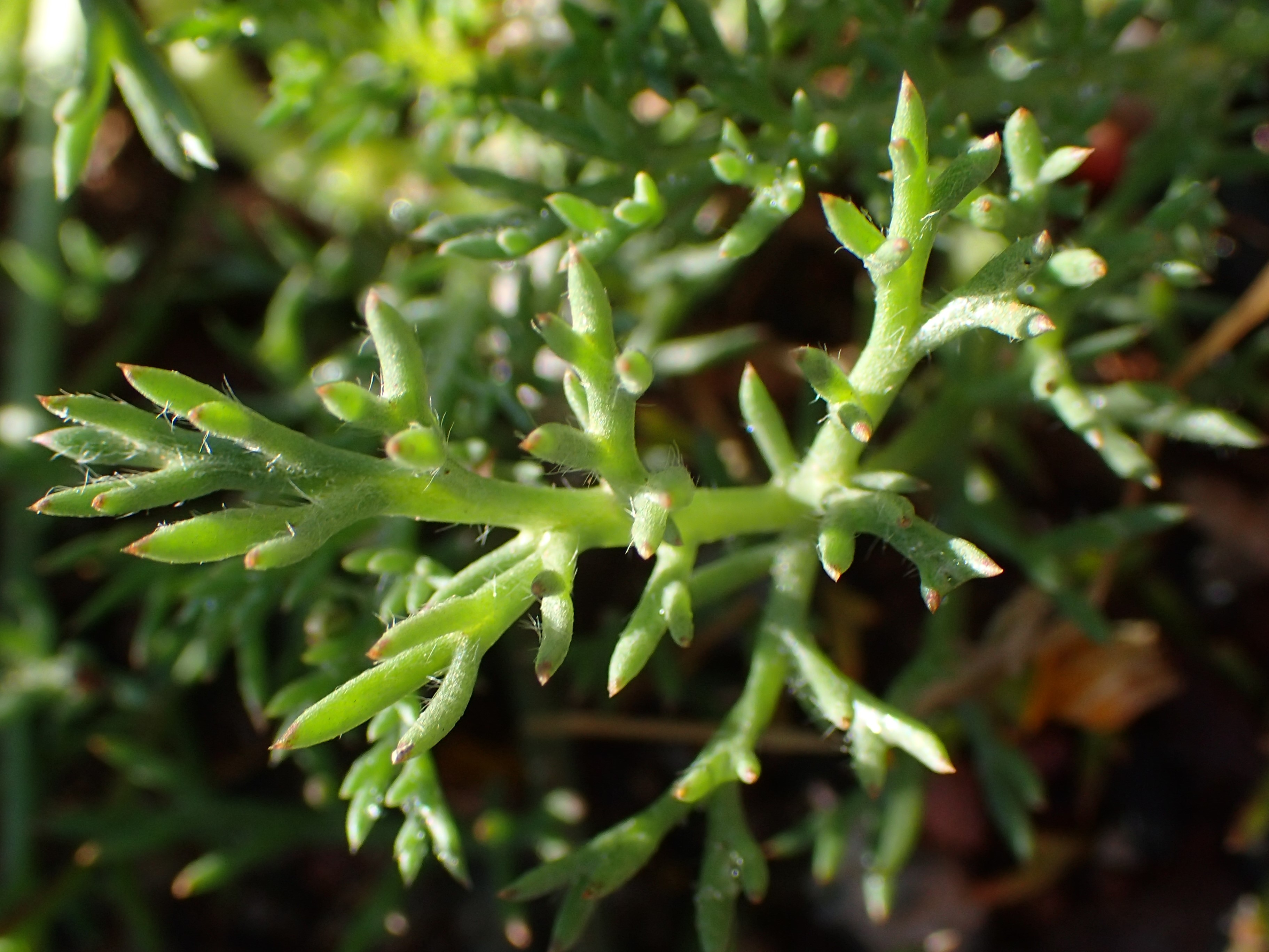
Le foglie
Anacyclus pyrethrum

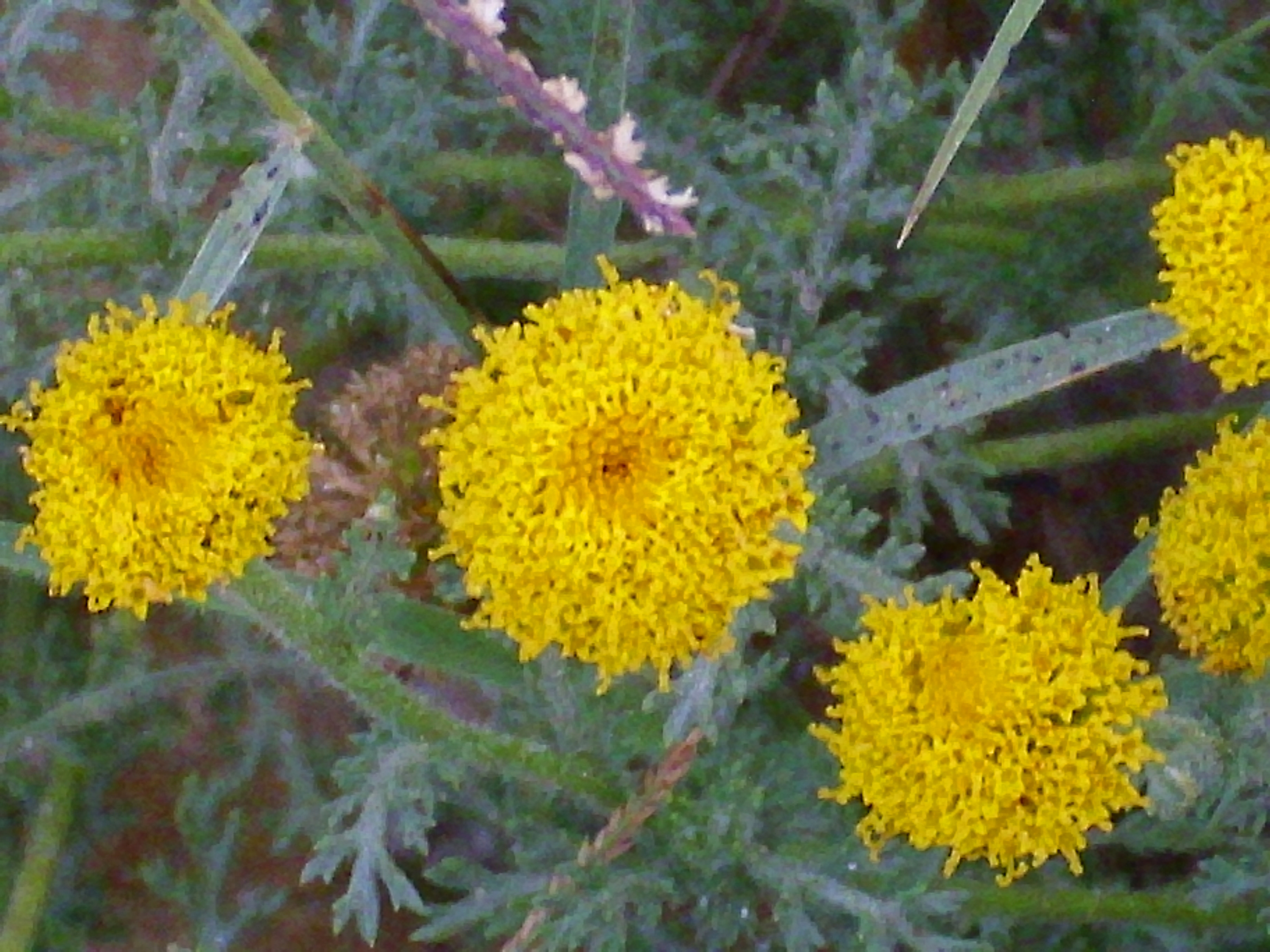
Infiorescenza
Anacyclus valentinus

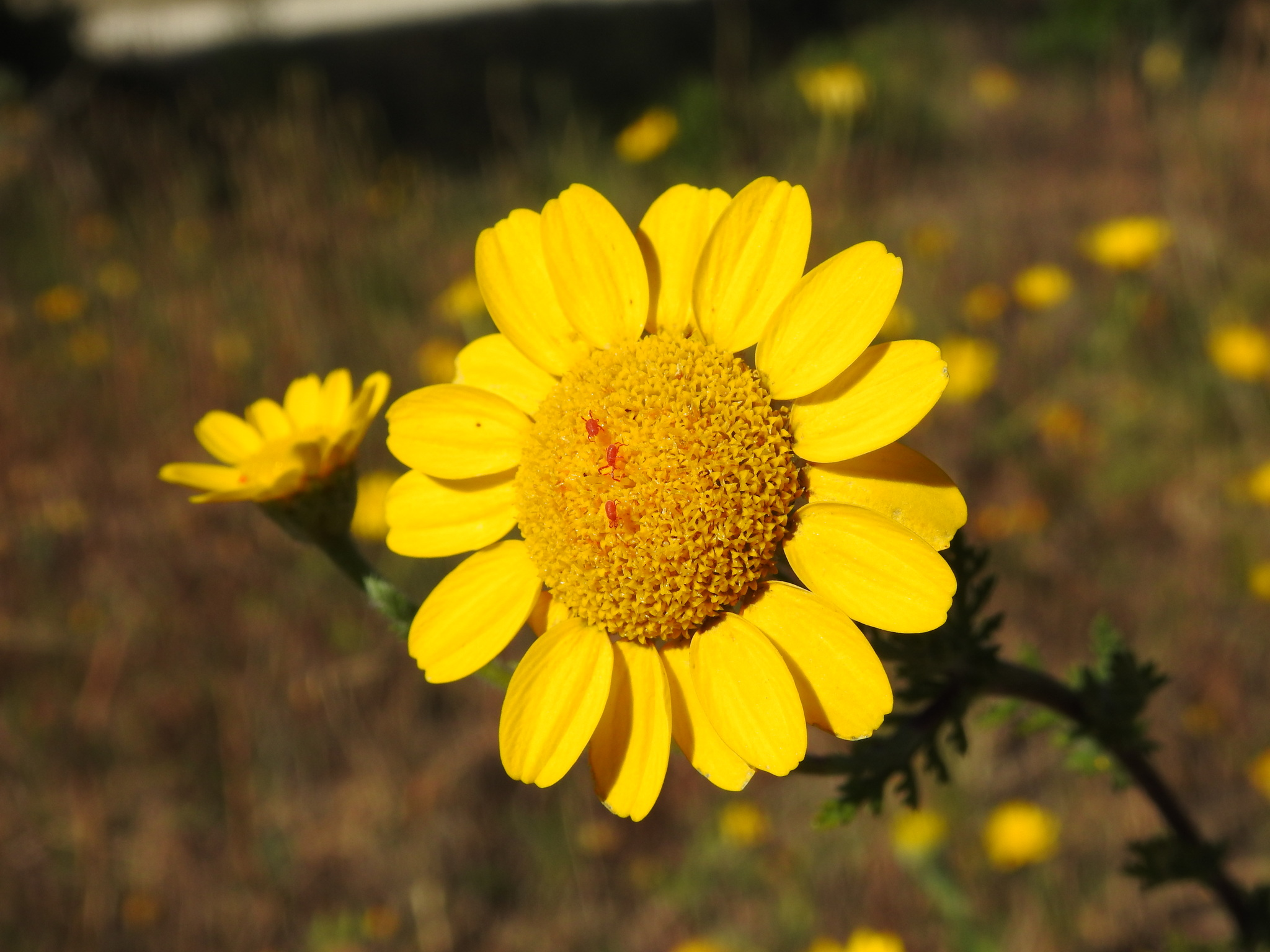
I fiori
Anacyclus radiatus

Portamento. Le specie di questo genere sono di tipo erbeceo annuali o perenne con indumento a peli basifissi.
Fusto. La parte aerea in genere è eretta, semplice o ramosa. 
Foglie. Le foglie sono disposte lungo il fusto in modo alterno. La lamina è 3-pennatosetta da piatta a affusolata.
Infiorescenza. Le sinflorescenze sono formate da capolini solitari o raccolti in modo corimboso denso o lasso. Le infiorescenze vere e proprie sono composte da un capolino terminale peduncolato (il peduncolo può essere gonfiato a maturità) di tipo radiato o discoide, normalmente con fiori eterogami (raramente omogami). I capolini sono formati da un involucro, con forme da emisferiche a obconiche, composto da diverse brattee, al cui interno un ricettacolo fa da base ai fiori di due tipi: fiori del raggio e fiori del disco. Le brattee, piatte e a consistenza erbacea (scariose ai margini), sono disposte in modo più o meno embricato su 3 serie. Il ricettacolo è piatto (o piano-convesso), piatto o conico ed è provvisto di pagliette, da obcuneate a obovate, a protezione della base dei fiori. 
Fiori.  I fiori sono tetra-ciclici (formati cioè da 4 verticilli: calice – corolla – androceo – gineceo) e pentameri (calice e corolla formati da 5 elementi). Si distinguono in:
- fiori del raggio (esterni): sono femminili, fertili e sono disposti su una serie; la forma è ligulata (zigomorfa); a volte possono mancare o essere sterili;
- fiori del disco (centrali): sono più numerosi con forme brevemente tubulose (attinomorfe o anche zigomorfe); sono ermafroditi e fertili.

- Formula fiorale:

*/x K {\displaystyle \infty }, [C (5), A (5)], G 2 (infero), achenio
- Calice: i sepali del calice sono ridotti ad una coroncina di squame.

- Corolla:

- fiori del raggio: la forma della corolla alla base è più o meno tubulosa-piatta, mentre all'apice è ligulata; la ligula può terminare con alcuni denti; il colore è bianco, bianco con base gialla, giallo o rosato;
- fiori del disco: la forma della corolla è tubulare bruscamente divaricata in 5 lobi ed è lievemente zigomorfa in quanto due lobi, piatti o saccati, sono più larghi degli altri; i lobi, patenti o eretti, hanno una forma deltata o più o meno lanceolata; il colore è giallo.

- Androceo: l'androceo è formato da 5 stami (alternati ai lobi della corolla) sorretti da filamenti generalmente liberi con un collare a forma di balaustra; gli stami sono connati e formano un manicotto circondante lo stilo. Le antere possono essere sia di tipo basifissa che medifissa (ossia attaccate al filamento per la base – nel primo caso; oppure in un punto intermedio – nel secondo caso).[11] Questa caratteristica ha valore tassonomico in quanto distingue i generi gli uni dagli altri. Il tessuto endoteciale (rivestimento interno dell'antera) non è polarizzato. Il polline è sferico con un diametro medio di circa 25 micron;  è tricolporato (con tre aperture sia di tipo a fessura che tipo isodiametrica o poro) ed è echinato (con punte sporgenti).

- Gineceo: l'ovario è infero uniloculare formato da 2 carpelli. Lo stilo (il recettore del polline) è profondamente bifido (con due stigmi divergenti) e con le linee stigmatiche marginali separate o contigue. I due bracci dello stilo hanno una forma troncata e possono essere papillosi o ricoperti da ciuffi di peli.

Frutti. I frutti sono degli acheni a forma obconica, dorsoventralmente piatti, e con 2 evidenti ali. L'apice è arrotondato con una stretta coroncina. Il pericarpo può possedere alcune cellule mucillaginifere, ma non delle sacche resinose.

## Biologia
Impollinazione: l'impollinazione avviene tramite insetti (impollinazione entomogama tramite farfalle diurne e notturne).

Riproduzione: la fecondazione avviene fondamentalmente tramite l'impollinazione dei fiori (vedi sopra).

Dispersione: i semi (gli acheni) cadendo a terra sono successivamente dispersi soprattutto da insetti tipo formiche (disseminazione mirmecoria). In questo tipo di piante avviene anche un altro tipo di dispersione: zoocoria. Infatti gli uncini delle brattee dell'involucro (se presenti) si agganciano ai peli degli animali di passaggio disperdendo così anche su lunghe distanze i semi della pianta. Inoltre per merito del pappo (se presente) il vento può trasportare i semi anche a distanza di alcuni chilometri (disseminazione anemocora).

## Distribuzione e habitat
Le specie di questo genere sono distribuite nell'area mediterranea.

## Sistematica
La famiglia di appartenenza di questa voce (Asteraceae o Compositae, nomen conservandum) probabilmente originaria del Sud America, è la più numerosa del mondo vegetale, comprende oltre 23.000 specie distribuite su 1.535 generi, oppure 22.750 specie e 1.530 generi secondo altre fonti (una delle checklist più aggiornata elenca fino a 1.679 generi). La famiglia attualmente (2021) è divisa in 16 sottofamiglie; la sottofamiglia Asteroideae è una di queste e rappresenta l'evoluzione più recente di tutta la famiglia.

### Filogenesi
Il gruppo di questa voce è descritto nella tribù Anthemideae, una delle 21 tribù della sottofamiglia Asteroideae). In base alle ultime ricerche nella tribù sono stati individuati (provvisoriamente) 4 principali lignaggi (o cladi): "Southern hemisphere grade", "Asian-southern African grade", "Eurasian grade" e "Mediterranean clade". Il genere  Anacyclus  (insieme alla sottotribù Matricariinae) è incluso nel clade Eurasian grade..
I caratteri distintivi del genere sono:
- le foglie sono pennate;
- le pagliette del ricettacolo sono rombo-acuminate;
- la base della corolla dei fiori del disco è saccata (profondamente concava);
- gli acheni sono dorsoventralmente piatti;
- gli acheni sono provvisti di due ali laterali (senza addizionali coste).

Il numero cromosomico delle specie di questo genere è: 2n = 18.
In base all'"orologio molecolare", questo genere ha iniziato a divergere circa 2,7 milioni di anni fa.

### Elenco delle specie
Questo genere ha 9 specie:
- Anacyclus ciliatus Trautv.
- Anacyclus clavatus  (Desf.) Pers.
- Anacyclus homogamos  (Maire) Humphries
- Anacyclus linearilobus  Boiss. & Reut.
- Anacyclus maroccanus  Ball
- Anacyclus monanthos  (L.) Thell.
- Anacyclus pyrethrum  (L.) Lag.
- Anacyclus radiatus  Loisel.
- Anacyclus valentinus  L.

### Specie della flora spontanea italiana
Nella flora spontanea italiana sono presenti le seguenti specie:
- Anacyclus radiatus  Loisel. - Camomilla raggiata: le lacinie delle foglie sono larghe 1-3 mm; i fiori periferici ligulati sono gialli; l'altezza massima della pianta è di 2 - 6 dm; il ciclo biologico è annuo; la forma biologica è terofita scaposa (T scap); il tipo corologico è Steno-Mediterraneo; l'habitat tipico sono i prati aridi e incolti; in Italia è una specie rara e si trova sul versante tirrenico fino ad una quota di 600 m s.l.m..

- Anacyclus clavatus  (Desf.) Pers. - Camomilla tomentosa: le lacinie delle foglie sono lineari-acute; i fiori periferici ligulati sono bianchi; l'altezza massima della pianta è di 2 - 6 dm; il ciclo biologico è annuo; la forma biologica è terofita scaposa (T scap); il tipo corologico è Steno-Mediterraneo; l'habitat tipico sono i pascoli aridi e incolti; in Italia è una specie rara e si trova su tutta la Penisola in modo discontinuo fino ad una quota di 500 m s.l.m..

### Sinonimi
Sono elencati alcuni sinonimi per questa entità:
- Cyrtolepis Less.
- Hiorthia Neck. ex Less.